# あなたの知らない世界
『怪奇特集!!あなたの知らない世界』（かいきとくしゅう・あなたのしらないせかい）は、日本テレビ放送網の『お昼のワイドショー』で、毎週木曜日と主に夏休みなどの長期休暇に放映された特集コーナーおよび同コーナーの再現ドラマを独立させたドラマの名称である。

## 概要
一般視聴者らが体験した恐怖・心霊体験を再現ドラマや取材などを交えて検証し、それを霊能力に強い関係者や新倉イワオ（放送作家）らが分析・解説したものだった。
制作を開始するきっかけは、『お昼のワイドショー』のスタッフが「大久保清事件」の再現ドラマを撮影に行った時、再現ドラマの撮影を終えて帰ろうとした際に、撮影に使用した乗用車のフロントガラスにヒビが入ったと同時にスタッフが恐怖感に襲われ、その事を新倉に相談した事から本企画の制作がスタートした 。
『お昼のワイドショー』枠で1973年から毎年、7月 - 8月の毎週水曜日に放映していたコーナーであったが1979年7月からは、毎週木曜日のレギュラーで放映していたコーナーであった。
生首が飛んでくるなどの恐ろしい演出など、子供を中心にかなり人気が高かった。1983年以降は視聴率が上昇した裏番組である『笑っていいとも!』（フジテレビ）に対抗する形で、春休み、夏休み、冬休みといった長期休暇には、毎日（二週間程度）放映していた（ただし、長期休暇期間中の再現ドラマは過去に放送したものの再放送が多かった）。『午後は○○おもいッきりテレビ』に同枠が受け継がれてからも夏休みのみ放映が続いていた。『おもいッきりテレビ』で放送される場合、1989年以降は司会のみのもんたが夏休みを取得している週に放送していた。長期休暇期間中における『お昼のワイドショー』→『おもいッきりテレビ』の視聴率は高く、当該期間中の視聴率も『笑っていいとも!』とほぼ互角となっていた。また1988年には『土曜スーパースペシャル』でも放送された事が有った。
1997年の夏休みを以って一旦この特集は幕を閉じたが、2005年の夏休みに『新・あなたの知らない世界2005』として復活している。

## 書籍
新倉イワオにより日本テレビ放送網から1980年から1992年まで単行本が20巻刊行されていた。ただし、実質19巻までで、20巻（ISBN 4820392301）はそれまでの総集編である。

## テレビドラマ

### あなたの知らない世界 不思議な愛の物語
『世にも奇妙な物語』の影響で日本テレビ「土曜グランド劇場」枠ほかで放映されたオムニバスドラマ。
1. 1990年12月15日（全2話）
2. 1990年12月22日（全2話）
3. 1991年3月30日（全4話。出演：杉本彩、中西良太、髙嶋政宏、中村繁之、ほか）

### 新あなたの知らない世界
2011年8月25日25:13 - 26:13に日本テレビで放送されたオムニバスドラマ（関東ローカル）。
- 罪と罠 - 主演：松井玲奈（SKE48）
- 色あせた最後のラブレター - 主演：橋本愛
- 髪 - 主演：吉木りさ
- 覗くな - 主演：広瀬アリス、荒井萌

## オリジナルビデオ

### あなたの知らない世界 I
1991年7月5日、バップ、企画制作：日本テレビエンタープライズ。
- 死神峠
- 呪夢
- 壁（主演：風見しんご）

### あなたの知らない世界 II
1991年12月5日、バップ、企画制作：日本テレビエンタープライズ。
- 生むのが怖い
- 禁じられた盤（主演：増田未亜）
- 生霊譚

## 類似企画
- 毎日放送の昼ワイド番組（『スタジオ2時』から今日の『ちちんぷいぷい』まで）で不定期で心霊写真のシリーズ「心霊写真の謎を暴く!!」というコーナーが放送されていた。
- 1975年 - 1978年に同番組企画と同様の、怪奇的な事柄をジャンルとした『びっくり大集合』（東京12チャンネル→テレビ東京）という番組があった。（毎週水曜20:00 - 、司会・大野しげひさ）やはり視聴者から投稿のあった怪奇体験の再現フィルムを放映する「怪奇特集」のほかUFO、心霊写真、ミイラというそれぞれの特集がある。
- BS日テレ『見てはいけないTV』内にて、「もっとあなたの知らない世界」のタイトルで実写再現ドラマが放送された。